# Sorrento
Sorrento (tiếng Napoli: Surriento) là một đô thị của Ý. Đô thị này thuộc tỉnh Napoli trong vùng Campania. Thị xã nhìn ra vịnh Napoli và là một địa điểm chính của bán đảo Sorrentine và có nhiều địa điểm ngắm thành phố Napoli. Thị xã này là một địa điểm du lịch. Sorrento nổi tiếng với các sản phẩm nông nghiệp như trái cây, rượu vang, ô liu, đồ gỗ thủ công và nước uống tiêu hóa làm từ chanh, đường. Sorrento có diện tích km2, dân số theo ước tính năm 2007 của Viện thống kê quốc gia Ý là 16.547 người. 
Các đơn vị dân cư:
Đô thị Sorrento giáp với các đô thị: